# Jugulator
A Jugulator a brit Judas Priest tizenharmadik stúdiólemeze, mely 1997-ben jelent meg. Hét év szünet után jelent meg, és Rob Halford távozása után az első album volt, amin Tim „Ripper” Owens énekelt.

## Áttekintés
A lemez stílusa eltért a korábbiaktól. Egyrészt a dalszövegek tematikája is durvább volt: a borítón is szereplő Jugulator, a mechanikus démon bukkant fel bennük, amelyik kizsigereli a prédáját, továbbá az albumzáró, az addigi leghosszabb Judas Priest-dal, a "Cathedral Spires" a világ végét énekelte meg, posztapokaliptikus hangulatban. A gitárokat is lejjebb hangolták, így váltották fel a lemezen a hagyományos speed metal és heavy metal-témákat a thrash metal elemek.
A "Brain Dead" egy olyan férfiról szól, aki egy tragédia következtében nem tudja mozgatni a testét és beszélni sem tud, gyakorlatilag be van zárva a saját tudatába. Erre a dalra pár sorban külön is utalnak a CD-kiadás tokjában.

## Fogadtatás
A reakciók vegyesek voltak. Sokaknak tetszett, sokak úgy kedvelték volna, ha Halford énekli ezeket, és volt, aki egyáltalán nem szerette. Glenn Tipton a jelentős stílusbeli ugrást azzal indokolta később, hogy hét évig nem adtak ki új lemezt, pedig ezalatt megjelenhetett volna kettő amelyik az átmenetet képviselte volna. Sokan szóvá tették, hogy nem túl dallamos album, de Tipton szerint akkoriban nem is voltak ilyen kedvükben. Tim "Ripper" Owens egyenesen jobbnak nevezte, mint a 2008-as Nostradamus-t, majd egy 2018-ban kifejezte abbéli szándékát, hogy ezt és a "Demolition" lemezt is újrafelveszi, mert úgy érzi, a bandának ezt a korszakát kitörölték.

## Számlista
A dalokat Downing és Tipton írta.
1. "Jugulator" – 5:50
2. "Blood Stained" – 5:26
3. "Dead Meat" – 4:44
4. "Death Row" – 5:04
5. "Decapitate" – 4:39
6. "Burn in Hell" – 6:42
7. "Brain Dead" – 5:24
8. "Abductors" – 5:49
9. "Bullet Train" – 5:11
10. "Cathedral Spires" – 9:12

## Zenészek
- Tim „Ripper” Owens: ének
- K. K. Downing: gitár
- Glenn Tipton: gitár
- Ian Hill: basszusgitár
- Scott Travis - dob

## Díjak és jelölések
A Bullet Train dalt Grammy-díjra jelölték a "Best Metal Performance" kategóriában.